# Runnymede (borough)
Runnymede – dystrykt w hrabstwie Surrey w Anglii.

## Miasta
- Addlestone
- Chertsey
- Egham

## Inne miejscowości
Addlestonemoor, Egham Hythe, Englefield Green, Longcross, Lyne, New Haw, Ottershaw, Thorpe, Trumps Green, Virginia Water, Wentworth Estate.